# Habitatge al carrer del Forn, 9 (Altet)
L'Habitatge al carrer del Forn, 9 és una casa d'Altet, al municipi de Tàrrega (Urgell), protegida com a bé cultural d'interès local.

## Descripció
És una construcció totalment restaurada que fa que canviï totalment la fisonomia anterior. En el 2004 en obres. És un edifici de planta rectangular amb murs de pedra de diferents dimensions, totalment irregulars, units amb morter. Algunes parts d'aquest mur apareixen arrebossades. La coberta és de teula àrab.
Aquest edifici adopta una estructura anecdòtica, ja que està dotada de diferents accessos a la planta baixa. Per una banda, hi ha un pas cobert situat en un lateral que fa també d'accés a la casa veïna (fitxa a part). Per altra banda, hi ha una porta adovellada, de mig punt, la qual es conserva en un estat bastant deplorable. Aquesta queda ubicada entre el mur que forma el pas cobert i l'extrem dret de la façana principal. Una nova construcció és la que es troba adossada a la façana la qual s'obre a l'exterior mitjançant una gran arcada de mig punt. En el 2004 en obres i a mig acabar però sembla un pòrtic o un segon pas cobert.
Pel que fa a la resta de la façana no es pot apreciar amb claredat en quantes plantes està dividit l'habitatge, ja que una gran part d'aquesta està totalment reformada amb la col·locació de maons sota el paredat de pedra.
Per les obertures, que semblen ser originàries, s'observa que hi hauria una primera planta dotada de petites finestres rectangulars allindades, algunes de les quals romanen tapiades, com la que està ubicada sobre la porta dovellada. En una d'aquestes finestres de la primera planta hi ha una llinda amb una data gravada: 1778.
Per sobre d'aquesta hi ha un segon pis el qual correspondria a les golfes, on es poden veure tres finestres quadrangulars, dues de les quals fetes de nou.